# Шабтай Цви
Шабта́й Цви, также известный как Амира, или Мехмет Эфенди (ивр. שַׁבְּתַי צְבִי‎, по другой транскрипции Саббатей Цеви, Саббатай Цви; 1 августа 1626, Смирна, Анатолия, Османская империя — 30 сентября 1676, Дульчиньо, Румелия, Османская империя) — каббалист, один из самых известных еврейских лжемессий; лидер массового движения XVII века, охватившего многие еврейские общины в Европе и получившего его имя — "саббатианства", еретического направления иудаизма. Мессианское движение почти прекратилось, когда он неожиданно принял ислам, о чём он лично возвестил 16 сентября 1666 г. с Башни Правосудия. Считается, что родился и умер в один день 9 ава — день скорби по поводу разрушения Храма.

## Биография

### Ранние годы
Шабтай Цви родился в субботу 9 ава (1 августа) 1626 года в Измире (Смирне). Его семья переселилась в Измир из города Патрас на территории современной Греции. Семья Шабтая не относилась ни к сефардским, ни к ашкеназским евреям, а принадлежала к небольшой группе живших в Греции романиотов, пребывавших в рассеянии со времён вавилонского изгнания. Отец Мордехай был торговцем птицей и обладал обширными связями по всей Европе. Два брата избрали карьеру коммерсантов. Шабтай Цви получил хорошее религиозное образование у крупнейших раввинов Измира. Учителем его был каббалист и раввин Иосеф Эскапа. В 16 лет начал вести аскетический образ жизни и изучать книгу Зогар и традицию Лурианской каббалы.

### Смирна
В юности он собрал вокруг себя кружок молодёжи, они вместе изучали Талмуд и каббалу, занимались молитвами и медитациями, совершали омовения в море.
К двадцати годам он успел уже дважды побывать женатым, но оба брака практически сразу же прекращались, из-за его аскетизма нетронутые девушки возвращались к родителям.
Этот период истории был тяжёлым для еврейского народа в связи с погромами Богдана Хмельницкого на Украине. Некоторые христиане тогда ожидали с волнением наступления апокалиптического (по версиям отдельных толкователей Библии) 1666 года, который должен был ознаменовать наступление «пятой монархии» и переход власти Христовой в руки святых: евреи должны быть возвращены из изгнания и слиться с христианами в одной вере.
У юного Шабтая эти события вызывали всплеск самоизбранности и видения себя спасителем Израиля. В 1648 он объявил об этом в кругу своих приближённых, но не встретил особой поддержки. В результате скандала Шабтая изгнали из местной общины, он переселился в Салоники, однако был изгнан и оттуда.

### Встреча с Натаном из Газы
Отправившись в Константинополь, Шабтай сблизился с проповедником Авраамом Яхини, который начал пророчествовать о близком пришествии Мессии. Ему удалось получить поручение, с которым он направился в Египет через всю страну.
По мнению некоторых психиатров, ретроспективное рассмотрение ситуации позволяет предположить, что расстройство, которое переживал Шабтай Цви, напоминало маниакально-депрессивный психоз — у него практически в течение всей жизни чередовались состояния глубокой депрессии с возвышенно-экзальтированным состоянием. Он тяжело переживал депрессивные периоды и искал лечения. Однако во время экзальтации он оказывал очень большое воздействие на окружающих, которым частично передавалось «пророческое» видение реальности. Последователи Шабтая Цви называли периоды воодушевления «великим озарением», а депрессивные настроения — «падением» или «сокрытием Божественного Лика».
Шабтай Цви ездил по еврейским общинам Османской империи, пока не попал в Египет, где был хорошо принят местной общиной. Тут он женился на беженке из Польши, принявшей имя Сара. Она узнала о мессии, якобы из видения, и пришла к нему через всю Европу, из Амстердама в Ливорно. Цви, находившийся тогда в Каире, отправил за ней послов, которые привезли её в Каир. Противники Шабтая Цви говорили, что она блудница. Шабтай Цви провёл над Сарой церемонию очищения. Она стала его верной соратницей на долгие годы.
Затем Шабтай Цви попал в Газу, где встретил Натана из Газы, молодого раввина, прославившегося исцелением душевных недугов. Натана тоже посещали видения, и после встречи с Шабтаем Цви он неожиданно уверовал в мессианское предназначение Шабтая Цви и заявил, что тот не нуждается в лечении. Натан стал идеологом саббатиан и много сделал для распространения учения и влияния их движения. Натан поддержал Шабтая Цви, усомнившегося в своей избранности, убеждал его принять великую роль, уготованную судьбой. Натан разослал послания всем еврейским общинам о своём откровении и призвал всех встать под знамя новоявленного мессии.
31 мая 1665 (17 сивана 5425) в Газе Шабтай Цви публично провозгласил себя Мессией.

### Подъём мессианского движения
Весть о появлении мессии, распространившаяся благодаря деятельности Натана, вызвала волнения в еврейских общинах по всему тогдашнему миру. Были распространены десятки тысяч воззваний с восхвалением Шабтая, где заявлялось, что Мессия готовится к возвращению в Сион.
Натан остался в Газе, а Шабтай, взяв в сопровождение двенадцать учеников, с триумфом въехал в Иерусалим, где был с восторгом встречен еврейским населением. Однако иерусалимские раввины отнеслись к Шабтаю Цви с недоверием. Помимо всего прочего они пожаловались османским властям, что Шабтай агитировал против султана и ислама, и добились изгнания его из города.

### Смирна, 1665
Шабтай Цви направился в Константинополь на встречу с султаном через Цфат, Дамаск, Алеппо и Смирну. По дороге еврейские общины с восторгом встречали самозваного мессию. Особенно торжественно его встретили в Алеппо. Шабтай Цви обосновался в Смирне, где поначалу столкнулся с враждой местных иудейских лидеров, но, сумев развеять их подозрения, с почётом был принят даже своими бывшими противниками.
В день Еврейского нового года публично провозгласил себя в синагоге, при звуке шофара, ожидаемым мессией; толпа молящихся с ликованием приветствовала его.
В субботу 12 декабря 1665 противники Шабтая Цви, в том числе многие влиятельные раввины, заперлись в португальской синагоге Измира, опасаясь расправы со стороны сторонников лжемессии. Ещё в пятницу толпа в пятьсот человек собралась у дома богатого горожанина Хаима Пенья, выбила камнями стёкла, но с закатом солнца и наступлением кануна субботы толпа вынуждена была разойтись, а преследуемый смог спрятаться в Португальской синагоге. В субботу Шабтай Цви потребовал от раввинов Португальской синагоги выдать неверного для его изгнания, но синагогу заперли изнутри. Снаружи собралась толпа. Вопреки иудейским традициям субботнего покоя взяв топор, они разломали дверь и вломились внутрь, прервав субботнюю службу. Преследуемый успел скрыться через тайный выход, но о нём уже забыли. Вместо «расправы» над перепуганными раввинами Шабтай стал петь гимны сочным возвышенным голосом, а раввинов очень тепло приветствовал и прочёл большую проповедь о каббале. Такое поведение способствовало росту его популярности. Во время праздничных церемоний лжемессия принялся раздавать присутствующим (в том числе многим своим бывшим противникам) звания королей двадцати шести частей света, каждый перед вступлением «во владения» должен был произносить имя Бога (Тетраграмматон). Раввины Португальской синагоги также получили высокие должности и звания.
Уверенность в победе Шабтая Цви была столь велика, что все новоназначенные "короли" до конца жизни очень ценили свои звания, даже когда Шабтай принял ислам и движение заглохло. Даже нищий Авраам Рубио ни за что на свете не хотел продавать своего королевского звания богачам и предпочитал оставаться в нищете.
Хроникёры сообщают, что евреями Смирны овладело какое-то мистическое беснование. Каждое действие Шабтая рассматривалось как чудо; деловые люди бросали свои занятия и готовились к наступлению царства Мессии; многие подвергали себя телесным истязаниям, постились, не спали ночей, купались в сильные холода и т. д.; другие предавались безграничному ликованию и устраивали празднества в честь Мессии. Настроение передавалось и в другие города. По расчётам некоторых каббалистов, для приближения избавления следовало привлечь дополнительные души, имеющиеся в потенции, то есть предоставить тела для запаса душ, которые ещё находятся на небесах. Только в одних Салониках провели 700 свадеб малолетних мальчиков и девочек. Повсюду появилось множество пророков и пророчиц, которые в конвульсиях предрекали пришествие Шабтая Цви как Мессии, который восстановит Иерусалимский Храм.
Вести о событиях в Смирне произвели чрезвычайное впечатление и на живших в Европе евреев. Повсеместно повторялись сцены, подобные смирнским: появлялись люди, возвещавшие о появлении Мессии; настроение умов было повсюду иступлённое. Люди готовились к приходу мессии, бичевали плоть, раздавали имущество на милостыню. Особенно сильно распространилась вера в явившегося Мессию среди евреев Венеции, Ливорно и других итальянских городов, в Амстердаме, где письма из Смирны читали в сефардских синагогах, и Гамбурге. Еврейские общины раскололись на две враждебные партии: саббатианцев и их противников. Повсеместно саббатианцы брали верх: из многих городов слали посланников в Смирну. Депутации приветствовали Шабтая Цви царём евреев, осыпали его подарками. Шабтай провозгласил себя наместником Бога и даже самим Богом; так, он подписывался: «Я Господь ваш Бог Шабтай-Цеви».
Массовая эйфория при появлении Шабтая Цви во многих городах была связана в первую очередь с чаяниями евреев освободиться от многовекового унизительного существования в изгнании и ослабить многочисленные религиозные запреты, среди еврейских народных масс появилось множество доморощенных пророков, возрос интерес к мистике и каббале, появились особые обряды ритуального «нарушения» традиционных запретов и произнесения вслух Имён с целью почувствовать свободу и обрести уверенность.
Параллельно распространились многочисленные фантастические слухи, например об огромной еврейской армии десяти колен, которая якобы движется освобождать Константинополь.
На события в Османской империи активно прореагировала Европа, по всем еврейским общинам посылались тысячи писем с изложением событий и каббалистическими прогнозами.

### Арест и пребывание в крепости Абидос

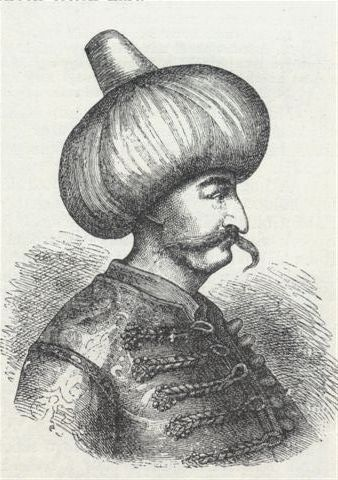
Кёпрюлю Фазиль Ахмед паша, великий визирь

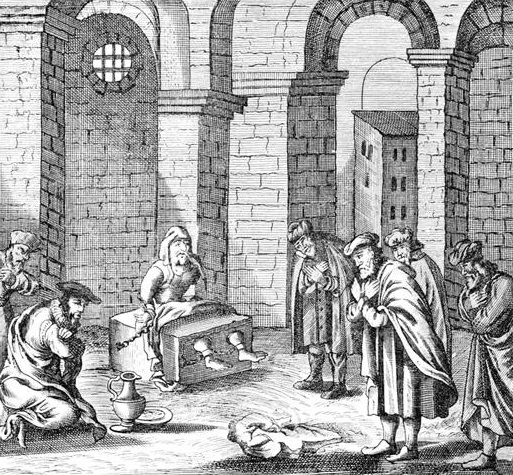
Шабтай Цви в заключении в Абидосе

В 1666 году Шабтай в сопровождении четырёх раввинов продолжил путь в Константинополь. Султан Мехмед IV вместо того, чтобы дать ему аудиенцию, издал приказ арестовать Шабтая.
В соответствии с пророческими письмами, которые рассылал Натан из Газы, Шабтай должен был без боя получить от султана трон, только за счёт своей святости и пения псалмов. Потом Натан предсказывал сложную череду событий (включая войны и несчастья), которая приводила к освобождению и спасению евреев и воскресению из мёртвых.
В начале февраля 1666 года корабль Шабтая был остановлен в Мраморном море близ Константинополя; Шабтая препроводили с корабля на берег, где его приветствовала толпа евреев и любопытствующих мусульман. Султана в это время не было в городе, и суд провёл великий визирь Ахмед Кёпрюлю (тур. Köprülü Fazıl Ahmed Paşa); в это время великий визирь практически вершил исполнительную власть в стране. Ахмед Кёпрюлю не решился казнить арестованного и заточил его в крепости Абидос. Там ему была предоставлена частичная свобода. Он принимал у себя многочисленные делегации от еврейских общин, распространял постановления, помогал людям советом. К нему приходили тысячи паломников, представителей еврейских общин Амстердама, Гамбурга, Испании, Италии, Марокко, Польши и других стран. По многочисленным свидетельствам, он жил в достаточной роскоши под охраной турецких солдат, даже не стремясь покинуть место своего заточения. За право аудиенции у Мессии охрана получала хорошие деньги.
В это время Шабтай провозгласил реформы в религиозных обрядах: уничтожил посты, установил праздник «великой субботы»; день разрушения Иерусалимского храма (9 Ава), бывший днём рождения Шабтая, он предписал обратить в праздничный.

### Нехемия Когэн
В 1666 году его навестил каббалист Нехемия Когэн из Львова, тоже считавший себя мессией. Беседа длилась трое суток почти без перерывов на сон, еду и питьё и привела к полному непониманию и скандалу. После того как оба стали выкрикивать друг другу взаимные обвинения, Нехемия испугался, что его растерзают последователи Шабтая, и неожиданно обратился к охраннику, объяснив, что собирается принять ислам. Для евреев процедура принятия ислама была крайне упрощена, нужно было буквально заменить головной убор. 5 или 6 сентября 1666 года он совершил формальную процедуру принятия ислама перед галиопольским судьёй. В дальнейшем Нехемия направился в Адрианополь, где он выступал с разоблачениями саббатианского «заговора».

### Принятие ислама

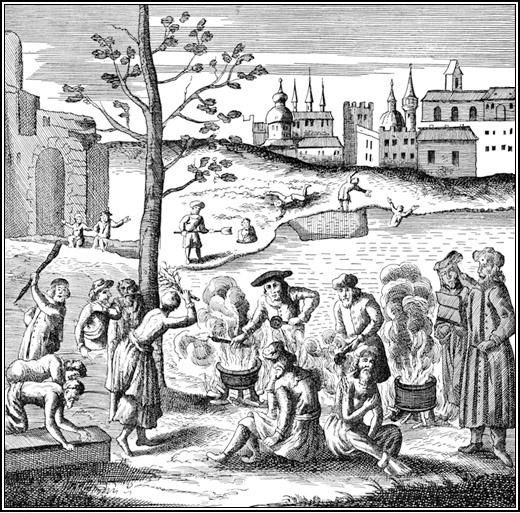
Покаяние бывших сторонников Шабтая Цви

Теперь после инцидента с Нехемией султан послал за Шабтаем Цви, и в сентябре он предстал в Адрианополе перед судом. Ему предъявили обвинение в посягательстве на роль царя и предложили выбрать между смертной казнью и обращением в ислам. Он, не колеблясь, принимает второй вариант. Он принял ислам 16 сентября 1666 года. Вместе с ним принимает ислам его жена Сара и небольшое число близких.
По ряду сведений, он относился к исламу достаточно серьёзно и проходил обучение у лучших суфийских мастеров того времени. Корану его обучал муфтий Ванни-Эфенди. При этом он не утрачивал иудаизма.
Султан пожаловал Шабтаю дополнительных жён для гарема, личного охранника, должность капиджи-баши (тур. -  камергер) и большое жалование. 
В письме в Смирну Шабтай писал: 
«Бог сделал меня мусульманином, он приказал, а я выполнил. Девятый день моего восставления». 
Считается, что он был связан с суфийским орденом Бекташи.
Принятие ислама привело к отмежеванию от него большинства последователей. Однако оставшиеся немногочисленные его последователи (которые не принуждались к принятию ислама), и в первую очередь Натан из Газы, создали различные концепции, оправдывающие его поступок.
Хотя весть об отпадении Шабтая от еврейства чрезвычайно поразила евреев, но спокойствие этим ещё не было восстановлено: ревностные приверженцы Шабтая утверждали, что не он сам принял магометанство, а его тень, сам же он ушёл на небо и скоро явится снова для исполнения освободительного дела. Другие говорили, что переход Шабтая в ислам есть каббалистическая тайна и что этим он лишь содействует установлению мессианского царства. В более отдалённых странах евреи вовсе не хотели верить в измену Шабтая; почти повсюду продолжало существовать саббатианское движение, с которым не прекращали борьбу противники Шабтая с раввинами-талмудистами во главе. Около 1670 года в Северной Африке появился новый агитатор, Авраам Мигель Кардозо, пропагандировавший мессианство Шабтая и приобретший множество приверженцев.
Между тем Шабтай, живший в Адрианополе, снова сблизился с евреями, заявляя, что на него вновь снизошёл Святой Дух и дал ему откровение; одновременно он написал брошюрку, где доказывал, что остаётся истинным Мессией, несмотря на вероотступничество. Чтобы не возбуждать подозрения султана, Шабтай уверял его, что сближение с евреями имеет целью обращение их в ислам; и действительно, многие из последователей Шабтая для вида приняли ислам.

### Последние годы. Посмертная судьба его учения
После своего обращения в ислам Шабтай жил в Адрианополе. В 1671 году он был назначен учителем к сыну султана Мехмеда IV — будущему султану Мустафе II). Скорее всего, именно это стало причиной активизации его политических противников. В 1672 году по доносу о тайном соблюдении еврейских обрядов Шабтай был заключён в крепость в Дульчиньо (ныне город Улцинь в Черногории).
В 1674 году умерла его жена Сара, и он женился на Эстер, дочери раввина из Салоников.
9 ава 1676 года он скончался в день своего 50-летия (по другим сведениям — умер в Йом Кипур, 30 сентября).
Со смертью Шабтая саббатианское движение не прекратилось: его последователи продолжали проповедь о близком пришествии Мессии. Так действовали, кроме Кордозо, Мордохай Айзенштат, Нехемия Хайон, Хаим Малах, Иуда Хасид и другие.
Саббатианское движение во второй половине XVIII века привело к распространению в Подолии и иных местах франкизма (по имени главы течения Якова Франка), также способствовало появлению хасидизма.

### Влияние Шабтая Цви на еврейские общины
События в Османской империи имели огромный резонанс в европейских еврейских общинах. Различные течения, связанные с его именем, возникали и затихали долгое время. Образовывались саббатианские секты даже среди небольших групп «жидовствующих» российских крестьян. С именем Шабтая Цви связано движение Якоба Франка, примерно через 100 лет, когда многие евреи стали принимать католичество.
Противодействие последователям Шабтая Цви оказал хасидский праведник восемнадцатого века  Бааль Шем Тов и активисты хасидского движения, которые нашли другое решение тех проблем, которые породили саббатианство. Позднее популярность Шабтая Цви резко упала, практически все школы иудаизма относятся к его идеям крайне отрицательно.
В хасидских преданиях сохранилась следующая история:

Саббатай Цви, давно умерший лжемессия, однажды явился к Баал Шему и умолял снять с него грехи. Ибо хорошо известно, что искупление совершается через связь человека с человеком, ума с умом, души с душой. Поэтому Баал Шем начал связывать своё существо с существом пришельца, но делал это медленно и осторожно, боясь, что может ему повредить. Однажды, когда Баал Шем спал, к нему снова явился Саббатай Цви и стал соблазнять, говоря, что Баал Шему необходимо стать тем, кем был он. Поэтому Баал Шем выгнал его вон, сделав это с той же решимостью, с какой он сходил в самые глубины ада.

С тех пор, когда Баал Шем говорил о Саббатае Цви, он всегда повторял: «Искра Божия была в нём, но Сатана поймал его в ловушку гордыни».— «Мартин Бубер. Хасидские предания». М. Республика 1997. ISBN 5-250-02621-4
Секта саббатианцев дёнме (буквально — отступники) возникла в Салониках в 1683 году, она существует и в настоящее время в Турции и частично Греции, её члены считают себя последователями Шабтая Цви.

## Особенности учения Шабтая Цви
Сам Шабтай Цви практически не оставил после себя ни сочинений, ни афоризмов, его учение известно благодаря преимущественно трудам Натана из Газы и других комментаторов. Во многом учение сформулировано Натаном из Газы, большим почитателем Хаима Виталя.
Шабтай Цви опирался на каббалу Ицхака Лурии и Хаима Виталя. В соответствии с этим учением, целью существования душ является реализация «Гмар Тиккун» (ивр. גמר תיקון‎ "Полное восстановление"). Выполнение Цели Творения связано с объединением всех душ «нешама» (или "Божественных искр"), каждая из которых выполнила свою роль (то есть была исправлена или реализована). Наличие любой, даже одной падшей души означает невозможность достижения цели творения. Целью Мессии является спасение всех душ без исключения, и особенно важно становится спасение падших душ. Для этого Мессия должен спускаться в самые низы и подбирать наиболее падшие души. Необходимостью спускаться в самые низы объясняются приливы тяжёлых депрессивных состояний у Шабтая Цви. Подробно эта теория изложена в сочинении Натана «Друш-ха-танниним» (Трактат о крокодиле), согласно которому бесформенное первопространство Эйн-соф заполнено плотскими силами «клипот», которым необходимо придать форму, иначе они превращаются в оплот тьмы и зла. Вслед за отдельными упадшими искрами в этот мир попадает и душа Мессии, и Мессия, пребывая среди змей и крокодилов на самом дне, становится «святым змеем», нахаш (слово, имеющее то же численное значение, что и Машиах). По мере развития процесса «тиккун» эта душа освобождается и, покинув темницу, является миру. Эта картина описывала чередования великих депрессий и высшего озарения, которые испытывал Шабтай Цви. Эта теория существовала ещё до отступничества Шабтая и благодаря ей было подготовлено объяснение даже для таких поступков, как отречение.
Принятие ислама называется сторонниками Шабтая «Святое Отречение». При этом единого взгляда на мотивацию принятия ислама не было ни и во времена Шабтая Цви, ни в наше время.
Турецкая традиция дёнме считает, что принятие ислама происходило под угрозой жизни, и это было сделано для того, чтобы предотвратить гонения на евреев. Турецкая традиция также считает, что принятие ислама не было искренним. Идея "Отступничества Мессии" оказалась близка самоощущению  марранов, которые видели в этом оправдание своего отступничества во время преследования евреев в Испании в XV веке.
По другим интерпретациям на Мессию не распространяются никакие религиозные запреты, и принятие ислама было сознательным выбором, который был сделан с целью приблизить достижение Цели творения, поскольку для этого души неевреев также требуют спасения, и высший порядок не может иначе восстановиться.
По третьим интерпретациям Шабтай Цви принёс жертву ещё большую, чем Иисус Христос — свою веру и еврейскую идентичность, ради высших целей освобождения евреев.
Шабтай Цви активно ратовал за обновление образа жизни евреев и снятие ряда запретов, вызванных изгнанием. Он организовывал в ритуальных целях намеренные нарушения запретов, а также не стеснялся, в частности, открыто произносить имена Бога.
В целом идеи саббатианства принято сводить к двум основным положениям:
1. «Истинный Бог Израиля» — не Эйн-соф (Бесконечное, «Бог философов»), а сфира тиферет (ивр. - великолепие, красота Бога). Это соответствует интерпретации лурианской каббалы Натана из Газы про цимцум как самоумалении Эйн-соф перед Творением.
2. Особое место Мессии в исправлении (ивр. - тиккун) миров. Мессия призван способствовать освобождению «Божественных искр» из-под власти клипот (разрушительных сил мироздания). В процессе тиккун с приходом Мессии миссия Израиля исчерпывается, а исправление миров начинает осуществлять душа Мессии, спускающаяся за искрами в такие глубины клипот, в которые другие души Израиля не могут войти. Для выполнения этой задачи душа Мессии принимает очертания тех клипот, исправлением которых она занимается. Этим объясняются парадоксы мессии и те его действия, которые воспринимаются как нарушение заповедей Торы. В этих особых случаях действует принцип «нарушение предписаний Торы — это выполнение их».

### На русском языке
- Шабтай Цви — статья из Электронной еврейской энциклопедии
- Саббатай Цеви и саббатианское движение // Еврейская энциклопедия Брокгауза и Ефрона. — СПб., 1908—1913.
- З. Рубашев. Лжемессия — Шабтай Цви и саббатианство. Дата обращения: 29 июля 2009. Архивировано из оригинала 8 ноября 2011 года.
- Е. М. Беркович. Царь Машиах в мусульманском тюрбане. Дата обращения: 29 июля 2009. Архивировано из оригинала 11 октября 2008 года.
- Шабтай Цви. «Хасидус по-русски». Дата обращения: 29 июля 2009. Архивировано из оригинала 3 марта 2009 года.
- Пинхас Полонский. Евреи и христианство. Дата обращения: 29 июля 2009. Архивировано из оригинала 19 апреля 2009 года.
- Зеев Мешков. Каббала. Исторический фон. Истоки учения. Дата обращения: 29 июля 2009. Архивировано из оригинала 27 ноября 2010 года.
- Талла Балан. История евреев России. Дата обращения: 29 июля 2009. Архивировано 18 августа 2011 года.
- И.Телушкин. ЭНЦИКЛОПЕДИЯ "ЕВРЕЙСКИЙ МИР". Дата обращения: 29 июля 2009. Архивировано из оригинала 18 апреля 2013 года.

### На английском языке
- Sholem Asch: Sabbatai Zevi: A Tragedy in Three Acts: Philadelphia: Jewish Publication Society: 1930.
- Joseph Kastein: (translator): Messiah of Isimir: Sabbatai Zevi: New York: Viking Press: 1931.
- Gershom Scholem: Sabbatai Sevi: The Mystical Messiah: 1626—1676: London: Routledge Kegan Paul: 1973: ISBN 0-7100-7703-3
- Harris Lenowitz. The Jewish Messiah from the Galilee to Crown Heights. 1998
- John Freely: Lost Messiah: In Search of Sabbatai Sevi. London: Penguin: 2002: ISBN 0-14-028491-5
- The Sabbatean Prophets by Matt Goldish. Harvard University Press, 2004. ISBN 0-674-01291-7
- Paolo Lucca. Šabbetay Ṣewi and the Messianic Temptations of Ottoman Jews in the Seventeenth Century According to Christian Armenian Sources // Contacts and Controversies between Muslims, Jews and Christians in the Ottoman Empire and Pre-Modern Iran / Edited by Camille Adang, Sabine Schmidtke. — Würzburg: Ergon Verlag Würzburg in Kommission, 2016. — С. 197—206.
- Zvi biography
- Jewish Encyclopedia on Sabbatai Zevi
- In search of followers of the false messiah
- N.A.A. 218 Book of Sitra Achra Ixaxaar: 2013

### На турецком языке
- Ilgaz Zorlu. Evet ben Selanikliyim (недоступная ссылка)
- Evet, Ben Selanikliyim Türkiye Sabetaycılığı Makaleler, Ilgaz Zorlu, Zvi-Geyik Yayınları, 2001 ISBN 975-8516-06-X
- Ibrahim Alaettin Gövsa, Sabatay Sevi isimli eseri, Milenyum Yayınları ISBN 975-8455-06-0